# Rödskuldrad vanga
Rödskuldrad vanga (Calicalicus rufocarpalis) är en fågel i familjen vangor inom ordningen tättingar som enbart förekommer på Madagaskar.

## Utseende och läten
En liten (14-15 cm), satt vanga med kraftig näbb och korta vingar. Hanen har svart haka och tygel, vita kinder, panna och ögonbrynsstreck samt grått på krona och rygg. Skapularerna är kraftigt tegelröda, liksom vingtäckarna, medan vingarna är mörkare grå och stjärten mörkbrun med rödbruna mittersta stjärtfjädrar. Undersidan är vit med kastanjebruna fläckar på bröstsidorna. Honan är sandbrun ovan, med blekare ögonring och panna samt rosafärgat bröst. Benen är blekrosa, näbben svart och irisen iögonfallande gul. Jämfört med rödstjärtad vanga är ögonen gula, vingarna kortare, stjärten och näbben längre. Lätet är ett högljutt tyu-tii.

## Utbredning  och systematik
Rödskuldrad vanga förekommer endast i sydvästra ökenområdet på Madagaskar. Den beskrevs först 1947 utifrån två exenplar insamlade nära Toliara. Därefter sågs den inte igen förrän 1992 och senare 1997 när nio hanar upptäcktes i samma område. Ett bestånd på mellan 30 och 100 par uppskattades. Den är också känd längre söderut från Mahafalyplatån, men tros vara sparsamt förekommande. 2002 har ytterligare fynd gjorts ytterligare 50 km söderut nära Linta och även passande levnadsmiljö ännu längre söderut.
DNA-studier visar att släktet Calicalicus står närmast släktena Vanga, Cyanolanius, Schetba och Euryceros.

## Levnadssätt
Fågeln återfinns i tät Euphorbia-buskage där den födosöker lågt, två till tre meter över marken. Rödskuldrad vanga förekommer ofta i familjegrupper men kan vara svår att upptäcka om den inte hörs. Den lever av små insekter som den plockar från blad och grenar, men också genom flugsnappande.

## Status och hot
Världspopulationen uppskattas till mellan 350 och 1500 individer, även om utbredningsområdet och därmed antalet kan vara större än så. Internationella naturvårdsunionen IUCN kategoriserar den som sårbar med tanke på den lilla populationen. Skulle den visa sig minska eller hot uppstå mot dess levnadsmiljö kommer den troligen att kategoriseras som hotad.